# (3723) Voznesenskij
(3723) Voznesenskij est un astéroïde de la ceinture principale. Il est nommé à l’effigie du poète Andreï Voznessenski,.

## Description
(3723) Voznesenskij est un astéroïde de la ceinture principale. Il fut découvert le 1er avril 1976 à Naoutchnyï par Nikolaï Tchernykh. Il présente une orbite caractérisée par un demi-grand axe de 2,25 UA, une excentricité de 0,11 et une inclinaison de 1,4° par rapport à l'écliptique.

## Compléments